# Thaleria evenkiensis
Thaleria evenkiensis är en spindelart som beskrevs av Kirill Yeskov och Yuri M. Marusik 1992. Thaleria evenkiensis ingår i släktet Thaleria och familjen täckvävarspindlar. Inga underarter finns listade i Catalogue of Life.